# Декстер (Джорджія)
Декстер (англ. Dexter) — місто (англ. town) в США, в окрузі Лоренс штату Джорджія. Населення — 655 осіб (2020).

## Географія
Декстер розташований за координатами 32°26′0″ пн. ш. 83°3′33″ зх. д. / 32.43333° пн. ш. 83.05917° зх. д. (32.433195, -83.059134).  За даними Бюро перепису населення США в 2010 році місто мало площу 2,03 км², з яких 1,99 км² — суходіл та 0,05 км² — водойми.

## Демографія
Згідно з переписом 2010 року, у місті мешкало 575 осіб у 221 домогосподарстві у складі 161 родини. Густота населення становила 283 особи/км².  Було 253 помешкання (124/км²).
Расовий склад населення:
| - 72,2 % — білих - 26,4 % — чорних або афроамериканців - 0,2 % — азіатів |

До двох чи більше рас належало 0,9 %. Частка іспаномовних становила 0,2 % від усіх жителів.
За віковим діапазоном населення розподілялося таким чином: 27,7 % — особи молодші 18 років, 56,0 % — особи у віці 18—64 років, 16,3 % — особи у віці 65 років та старші. Медіана віку мешканця становила 36,9 року. На 100 осіб жіночої статі у місті припадало 91,0 чоловіків;  на 100 жінок у віці від 18 років та старших — 86,5 чоловіків також старших 18 років.
Середній дохід на одне домашнє господарство  становив 40 801 долар США (медіана — 32 045), а середній дохід на одну сім'ю — 45 827 доларів (медіана — 35 208). За межею бідності перебувало 26,3 % осіб, у тому числі 42,6 % дітей у віці до 18 років та 10,4 % осіб у віці 65 років та старших.
Цивільне працевлаштоване населення становило 168 осіб. Основні галузі зайнятості: освіта, охорона здоров'я та соціальна допомога — 22,0 %, виробництво — 21,4 %, мистецтво, розваги та відпочинок — 15,5 %.